# Aeonium sventenii
Aeonium sventenii är en fetbladsväxtart som beskrevs av Kunkel. Aeonium sventenii ingår i släktet Aeonium och familjen fetbladsväxter. Inga underarter finns listade i Catalogue of Life.